# Palacio Árabe (Mar del Plata)
Palacio Árabe es el nombre con que se conoce a un edificio que se encuentra en la esquina de las calles San Martín y Córdoba, en la ciudad de Mar del Plata, provincia de Buenos Aires, Argentina.

## Historia
Según relatan los marplatenses, el edificio fue construido para un ciudadano de ascendencia siria llamado Jalil Mahmud Hassein (nacionalizado Julián Gali), que recorrió las costas de la península ibérica, quedando fascinado por la arquitectura de influencia árabe. Recopiló imágenes y proyectó un edificio en su ciudad combinando los elementos decorativos que más le gustaban de la arquitectura mudéjar. Encargó el proyecto final al arquitecto Valentín Brodsky, y destinó a su edificio el terreno en la esquina de las calles Córdoba y San Martín que hasta ese momento ocupaba la Confitería Pose.
Las obras comenzaron en 1945, y estuvieron a cargo del constructor Florentino Marco, siendo el edificio terminado hacia 1948 o 1949, según diversas fuentes.

## Descripción
El Palacio Árabe se destaca por la cantidad de elementos decorativos y diseños tomados de la arquitectura árabe clásica.
En la entrada, por la calle Córdoba n.º 1681, fue colocada en 1995 una placa del Centro Social Libanés y la Colectividad Árabe de Mar del Plata, en recuerdo del emprendedor del proyecto y en homenaje por el legado patrimonial y cultural que dejó en la ciudad.
En el balcón que recorre todo el 1.º piso se destacan las inscripciones en caracteres arábigos  (que dicen “Dios es grande”), y en las ventanas que dan a la ochava las columnas y las molduras con diseños típicos. En los laterales del 4.º piso hay balconadas con galería y columnas, y los pisos 5.º y 6.º tienen un retiro progresivo de la fachada. El frente del piso 5.º está especialmente ornamentado. En la ochava, el edificio está coronado por una torre que recuerda a los minaretes de las mezquitas.